# Rosl Schäfer
Rosl Schäfer mit ihrem Ehemann Hannes Messemer am Bochumer Schauspielhaus, 1955

Link zum Bild

Rosl Schäfer, auch Rosel Schäfer (* 10. Juni 1926 im Gebiet des späteren Wuppertal; † 24. Juli 1982 bei Parma, Italien), war eine deutsche Schauspielerin bei Bühne, Film und Fernsehen.

## Leben und Wirken
Schäfer erhielt kurz nach Ende des Zweiten Weltkriegs ihre Schauspielausbildung in Düsseldorf und begann ihre Laufbahn 21-jährig am Rheinischen Landestheater in Solingen. Dort blieb sie bis 1949, ehe sie in jenem Jahr an das Schauspielhaus Bochum wechselte. In Bochum spielte sie nicht nur das Gretchen in Goethes Faust, die Polly Peachum in Brechts/Weills Die Dreigroschenoper, die Franziska in Lessings Minna von Barnhelm, die Luise in Kabale und Liebe sowie mehrere Shakespeare-Rollen (Katharina in Der Widerspenstigen Zähmung, Viola in Was ihr wollt und Rosalinde in Wie es euch gefällt), sondern sie lernte vor Ort auch noch ihren späteren Ehemann Hannes Messemer kennen. Beide folgten 1957 einem Ruf an die Kammerspiele in München und standen im selben Jahr in dem zur Zeit des Zweiten Weltkriegs spielenden Kriminaldrama Nachts, wenn der Teufel kam auch erstmals gemeinsam vor der Kamera. Trotz weiterer Schäfer-Messemer-Kooperationen auf der großen Leinwand (Menschen im Netz, Lampenfieber, Die Brücke des Schicksals, Auf Engel schießt man nicht) blieb Rosl Schäfer primär dem Theater verbunden.
Weitere Bühnenstationen waren das Berliner Schiller-Theater, die Ruhrfestspiele Recklinghausen, das Schauspielhaus Zürich und gleich anschließend, von 1968 bis 1977, mehrere Bühnen in Basel. Hier sah man sie beispielsweise als Marie in Büchners Woyzeck, als Dorine in Molières Tartuffe, als Meg in Pinters Die Geburtstagsfeier, als Julie in Büchners Dantons Tod, als Ranjewskaja in Tschechows Der Kirschgarten und als Arkadina in Die Möwe aus der Feder desselben Autors. 1977 kehrte Rosl Schäfer für weitere fünf Jahre an das Zürcher Schauspielhaus zurück, wo man sie u. a. 1977 als Rosagrande in der Uraufführung von Friedrich Dürrenmatts Die Frist sehen konnte. Auch in Die Möwe trat sie erneut auf, diesmal allerdings in der Rolle der Polina Andrejewna (1980).
Zwischen 1961 und den frühen 1970er Jahren war die Wuppertalerin ein gern gesehener Gast in Fernsehspielen. Dort trat sie vor allem in Adaptionen literarischer Vorlagen auf, seltener in profaner Unterhaltung. Rosl Schäfer kam im Sommer 1982 nahe Parma bei einem Autounfall mit ihrem Schweizer Kollegen Wernher Buck ums Leben.

## Filmografie
- 1956: Wo war David Preston?
- 1956: Zwölftausend
- 1957: Nachts, wenn der Teufel kam
- 1958: Antigone
- 1958: Die Abwerbung
- 1959: Menschen im Netz
- 1960: Lampenfieber
- 1960: Die Brücke des Schicksals
- 1960: Auf Engel schießt man nicht
- 1960: Das schwarze Schaf
- 1961: Zu viele Köche (TV-Mehrteiler)
- 1962: Woyzeck
- 1962: Nur eine Karaffe
- 1962: Der Abstecher
- 1963: Das Haus in der Karpfengasse
- 1964: Die Verbrecher
- 1964: Die Verschwörung des Fiesco zu Genua
- 1965: Onkelchens Traum
- 1966: Oberst Chabert
- 1966: Destry reitet wieder
- 1968: Der Sommer der 17. Puppe
- 1968: Mördergesellschaft
- 1969: Spuk  im Morgengrauen
- 1970: Die Reiter von Padola (TV-Serie, eine Folge)
- 1972: Der Illegale (Fernsehdreiteiler)
- 1976: Der Stumme